# Leptoconops nicolayi
Leptoconops nicolayi är en tvåvingeart som beskrevs av Meillon 1937. Leptoconops nicolayi ingår i släktet Leptoconops och familjen svidknott.
Artens utbredningsområde är Kongo. Inga underarter finns listade i Catalogue of Life.